# Pietro Lando
 (mai 2024).
Pietro Landro (né en 1462 à Venise – mort le 9 novembre 1545 dans la même ville) est le 78e doge de Venise, élu en 1538, son dogat dure jusqu'en 1545.

## Biographie
Pietro Lando est le fils de  Giovanni et Stella Foscari. Jeune, il étudie la philosophie (Platon) puis, comme tous les jeunes nobles vénitiens de son époque, il s'occupe de commerce avec l'Orient sans cependant s'enrichir. Il rentre à Venise et se consacre à l'art du barreau et voyage beaucoup. Excellant dans l'art de la gestion et de l'administration, il est amené plusieurs fois à gouverner des villes et devient ambassadeur de la République auprès du Vatican. Après une courte période, il est rappelé pour commander la flotte et réalise une belle carrière en tant que capitaine général.
Il se marie avec Maria Pasqualigo dont il a deux fils.

### La prison
Lando obtient de nombreuses charges administratives et il est envoyé, en 1509 année qui voit s'unifier la ligue de Cambrai, à Faenza en Romagne où malgré son habileté, il est capturé par les troupes pontificales. Après trois dures années de prison, il est libéré à la suite des accords de paix et il peut rentrer à Venise.
Peut-être traumatisé par sa détention, il se retire quelques années et en 1534, il réussit à devenir procurateur de Saint-Marc, preuve que son ascension vers des charges de plus grandes responsabilités n'est pas interrompue. Il devient un des collaborateurs du doge Gritti et à la mort de celui-ci, le 28 décembre 1538 il devient un des favoris à sa succession.

### Le dogat
Son élection intervient le dimanche 19 janvier 1539. les fêtes de son élection sont perturbées par le quadruple homicide de Pietro Ramberti qui, pour de l'argent, tue sa tante, les enfants de celle-ci et la femme de service. La rapide condamnation à mort de l'assassin n'arrête pas les ragots qui voient en cet acte le signe d'un présage de mauvais augures.
En 1540, Lando est contraint de signer un traité de paix humiliant avec Soliman le Magnifique, Venise cède le Péloponnèse à l'Empire ottoman et doit verser d'importantes réparations. En 1542, Venise souhaitant un arrangement avec ses ennemis turcs, on découvre que certains secrétaires d'organismes publics ont vendu des informations à l'ennemi provoquant la perte de précieuses places fortes, de plus, la paix obtenue n'est qu'une trêve.
C'est à l'issue de ces faits qu'est instituée la charge d'« inquisiteurs de l'État » connue surtout au XVIIIe siècle pour le contrôle permanent de la société vénitienne. Les agents secrets membres de cette institution sont appelés babau. En 1539 et en 1543 Venise subit une famine qui tue beaucoup d'habitants et déchaine la colère populaire contre le gouvernement.
En 1544 un différend s'engage entre l'Inquisition romaine qui souhaite étendre son influence sur le territoire de la République et Venise qui refuse une ingérence externe.
Lando, désormais vieux et sans grande personnalité, se limite à vivoter sans prendre part aux conseils et aux réunions du gouvernement. On pense le déposer pour incapacité mais il meurt le 9 novembre 1545. Son tombeau se trouvait dans l'église de Sant'Antonio di Castello qui est démolie en 1807.

## Référence
- (it) Cet article est partiellement ou en totalité issu de l’article de Wikipédia en italien intitulé « Pietro Lando » (voir la liste des auteurs).